# Вштуни, Азат
Азат Вштуни (настоящая фамилия — Азат Сетович Мамиконян; арм. Ազատ Վշտունի; 17 июля 1894, Ван, Османская империя, — 26 марта 1958, Ереван, СССР) — советский армянский поэт и общественный деятель. Член Союза писателей СССР (с 1934).

## Биография

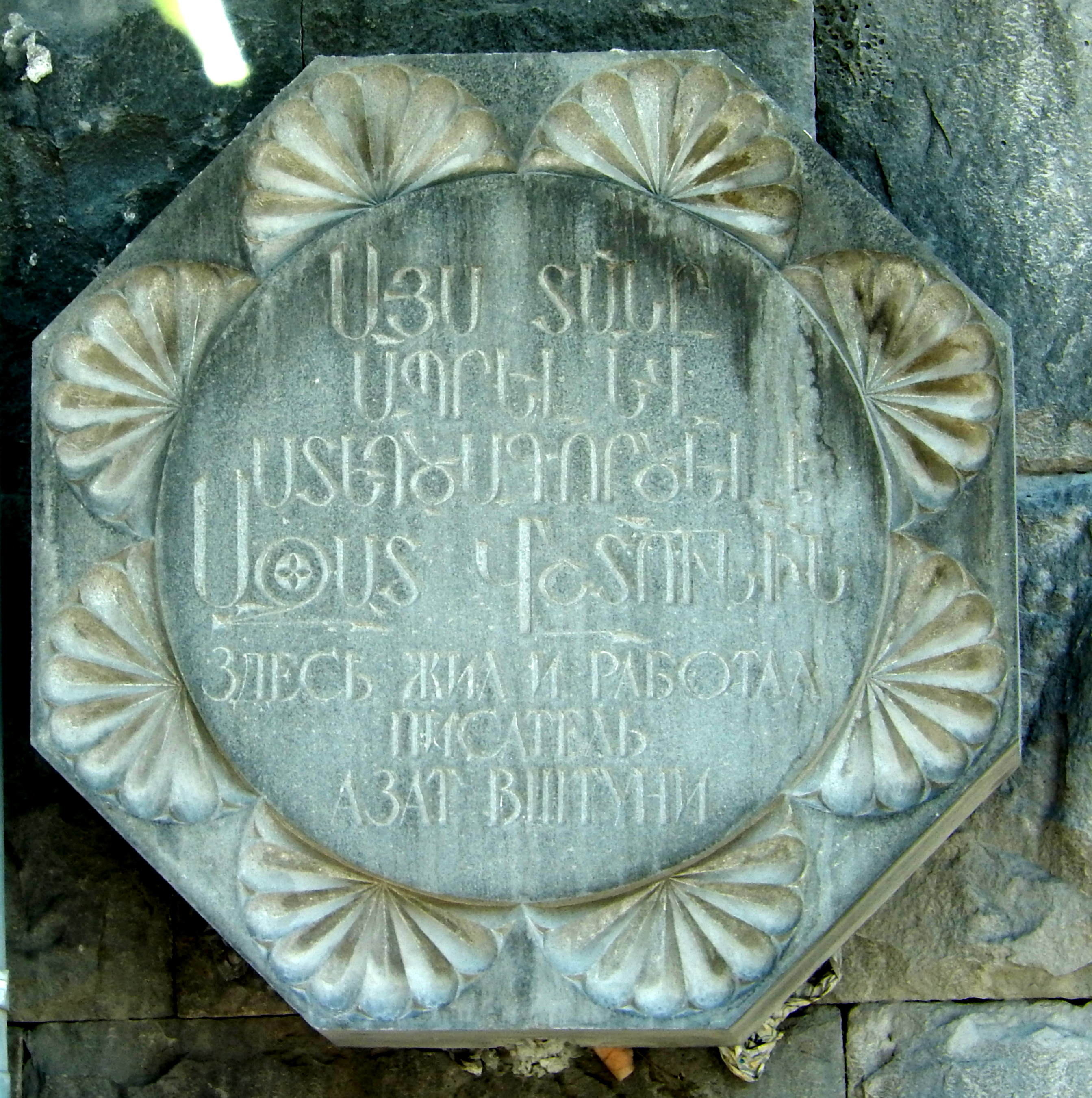
Мемориальная таблица на доме в Ереване, где жил и работал Азат Вштуни (Проспект Маштоца)

Сын учителя. В 1908—1911 годах обучался в Центральной школе в Стамбуле, в 1911—1914 годах в парижской Сорбонне, где изучал литературу и философию. С 1914 года жил в Тифлисе, затем в Ереване. Участник революционных событий и борьбы за установление Советской власти в Закавказье и Крыму (1917—1920). С 1918 года — большевик.
В 1921 году совершил поездку в Иран и Ирак по делам репатриации. Сотрудничал с журналами «Молоток» (1922), «Окопной газетой» (Тифлис, 1924), северо-кавказской газетой «Серп и молот» (Ростов-на-Дону, 1926—1927), литературным приложением «Советская Армения» (Эривань, 1930), журналом «Советское искусство» (Эривань, 1932—1934) и др.
Как поэт-большевик, под влиянием российских поборников «пролетарской культуры» в 1922 году А. Вштуни вместе с Г. Абовым и Е. Чаренцем выступил с так называемой «Декларацией трёх», в которой молодые литераторы объявили армянскую литературу прошлого «аристократической» и требовали вывести поэзию из салонов на улицу, не видели в литературе прошлого ничего полезного для нового строя, считали архаистской поэзию О. Туманяна и В. Терьяна.
Вёл руководящую работу в литературных организациях Советской Армении. Был председателем союза пролетарских писателей Армении, позже — один из руководителей Союза советских писателей Армении. Заведующий сектором искусств (1929).
В 1934 году участвовал в Первом съезде советских писателей (с решающим голосом).
Награждён медалью «За оборону Кавказа» (5.11.1944).

## Творчество
Первый сборник стихов поэта «Струны моего сердца» вышел в 1915 году.
Тема революции на Востоке широко отражена в его сборниках стихов и поэм «Новый Восток» (1923), «Саламнаме» (1924), «Восток в огне сейчас» (1927), «Любовь и ненависть» (1946) и др. Темы дружбы народов, строительства социализма преобладают в сборниках: «Сочинения» (1935), «Стихи и поэмы» (1936), «Любовь и ненависть» (1946), «Сочинения» (1956). Стихам Азата Вштуни присущи боевой дух, новое осмысление восточных поэтических образов, музыкальное звучание стиха.
Автор стихов для детей. Многие поэтические произведения Азата Вштуни положены на музыку.
Его произведения были переведены на русский, украинский, грузинский, азербайджанский, курдский, французский, китайский и другие языки.